# Leichtathletik-Länderkämpfe mit deutscher Beteiligung 1940
| Leichtathletik-Länderkämpfe mit deutscher Beteiligung 1940 | Leichtathletik-Länderkämpfe mit deutscher Beteiligung 1940 | Leichtathletik-Länderkämpfe mit deutscher Beteiligung 1940 | Leichtathletik-Länderkämpfe mit deutscher Beteiligung 1940 |
| ---------------------------------------------------------- | ---------------------------------------------------------- | ---------------------------------------------------------- | ---------------------------------------------------------- |
|                                                            |                                                            |                                                            |                                                            |
| 1. Länderkampf 1940, Frauen: ITA – GER                     |                                                            |                                                            |                                                            |
| Parma 27. Juli 1940                                        | Parma 27. Juli 1940                                        | 1. GER 2. ITA                                              | 53 P 31 P                                                  |
| 2. Länderkampf 1940, Männer: GER – ITA                     |                                                            |                                                            |                                                            |
| Stuttgart 2./3. August 1940                                | Stuttgart 2./3. August 1940                                | 1. GER 2. ITA                                              | 104 P 74 P                                                 |
| 3. Länderkampf 1940, Männer: FIN – GER – SWE               |                                                            |                                                            |                                                            |
| Helsinki 7./8. September 1940                              | Helsinki 7./8. September 1940                              | 1. SWE 2. GER 3. FIN                                       | 147 P 141 P 134 P                                          |
| 4. Länderkampf 1940, Männer: ITA – GER                     |                                                            |                                                            |                                                            |
| Turin 13./14. September 1940                               | Turin 13./14. September 1940                               | 1. GER 2. ITA                                              | 94,5 P 83,5 P                                              |
| 5. Länderkampf 1940, Männer: HUN – GER                     |                                                            |                                                            |                                                            |
| Budapest 5./6. Oktober 1940                                | Budapest 5./6. Oktober 1940                                | 1. GER 2. HUN                                              | 117 P 80 P                                                 |
| Chronik                                                    |                                                            |                                                            |                                                            |
| ← Länderkämpfe 1939                                        | ← Länderkämpfe 1939                                        | Länderkämpfe 1941 →                                        | Länderkämpfe 1941 →                                        |

Im Kriegsjahr 1940 wurden Leichtathletik-Ländervergleiche mit deutscher Beteiligung weiterhin ausgetragen. Allerdings sank die Anzahl dieser Veranstaltungen auf insgesamt fünf und es gab keine Aufeinandertreffen mehr mit direkten Kriegsgegnern. Die Männer traten vier Mal zu einem Länderkampf an, die Frauen ein Mal.

## Durchführung von Sportveranstaltungen in Kriegszeiten
Es war das erste Jahr mit Leichtathletik-Länderkämpfen während des Zweiten Weltkriegs, zwei weitere Jahre mit jeweils abnehmender Anzahl dieser Vergleiche sollten noch folgen. Sportveranstaltungen wurden in Deutschland in den ersten Kriegsjahren möglichst uneingeschränkt durchgeführt, so auch die Leichtathletik-Länderkämpfe 1940. Nach der Eroberung Frankreichs standen die Nationalsozialisten auf dem Höhepunkt ihrer Macht. Die Zivilbevölkerung im Deutschen Reich war vor allem mit Blick auf die kommenden Jahre noch verhältnismäßig wenig betroffen von den Kriegsereignissen. Das traf allerdings nicht auf das jüdische Volk zu, das bereits sehr unter den Bedingungen zu leiden hatte.

## Flagge des Deutschen Reichs
Mit dem Reichsflaggengesetz (RGBl. I S. 1145) verordnete der Reichstag vom 15. September 1935 an für alle offiziellen Anlässe des Deutschen Reichs den Einsatz einer neuen Reichsflagge. Auch für Sportereignisse und die Darstellung von Sportresultaten wurde im Deutschen Reich von da an diese Flagge eingesetzt. So lässt es sich nicht vermeiden, die Fahne mit dem Hakenkreuzsymbol im Sinne einer zeitgerechten Darstellung auch hier in Wikipedia-Artikeln zu verwenden.

## Bilanz
In diesem Jahr fanden keine Länderkämpfe gleichzeitig an einem Termin statt. Auf dem Programm standen auch keine reinen Geher-Länderkämpfe, wie sie 1937, 1938 und 1939 durchgeführt worden waren. Premierengegner gab es ebenfalls nicht. Zweimal hieß für die deutschen Männer der Gegner in diesem Jahr Italien.
Niederlagen mussten die Athleten wie im letzten Jahr nur in einem Vergleich einstecken. Das war der Fall im Drei-Länderkampf mit Finnland, Deutschland und Schweden, in dem Schweden knapp vor Deutschland lag. In diesem Vergleich kamen Deutschlands Männer allerdings zu ihrem ersten Sieg über Finnland. Die weiteren vier Ländervergleiche konnten erfolgreich gestaltet werden. Die Männer hatten damit am Ende der Saison in ihren seit dem ersten Länderkampf 1921 insgesamt 65 Vergleichen 56 Siege erzielt und neun Niederlagen erlitten. Nur gegen die USA hatte Deutschland noch keinen Erfolg vorzuweisen und bei seinem einzigen Vergleich den Kürzeren gezogen. Alle weiteren Bilanzen mit anderen Gegnern außer Schweden und Finnland waren positiv und außer gegen England 1937 hatte es keine weitere Niederlage gegeben.
Die Frauen bauten ihre positive Bilanz mit ihrem Sieg in diesem Jahr weiter aus. Sie hatten damit seit dem ersten Frauenländerkampf 1928 nun zehn Siege errungen, dagegen standen drei Niederlagen. Verloren hatten die Frauen zweimal gegen England und einmal gegen das Britische Empire. Jeweils einen Sieg hatte es gegeben gegen England und Japan, zweimal erfolgreich waren Deutschlands Leichtathletinnen gegen Italien, dreimal gegen die Niederlande und gegen Polen.
In der Gesamtsumme aller Länderkämpfe mit deutscher Beteiligung hatten Deutschlands Leichtathleten von 78 Vergleichen 66 gewonnen und zwölf verloren. Zwei der Niederlagen stammten dabei aus zweiten Plätzen in von Schweden siegreich gestalteten Länderkämpfen mit mehr als zwei Nationen.

## Wertungsmodus
Die Regeln zur Punktevergabe in den verschiedenen Begegnungen blieben zwar weiterhin unterschiedlich, doch in der Einzelwertung begann sich ein Wertungssystem zu etablieren, das nur im Vergleich mit der Schweiz nicht zur Anwendung kam. Üblicherweise wurden die Punkte folgendermaßen verteilt; Pl. 1: 5 P, Pl. 2: 3 P, …, Pl. 4: 1 P. In den Staffeln dagegen wurden ganz unterschiedliche Wertungen eingesetzt.

## Länderkampf der Frauen gegen Italien
Das erste Aufeinandertreffen in einem Länderkampf stand in diesem Jahr den Frauen zu. Sie trafen in ihrem einzigen Vergleich der Saison auf Italien. Die zweite Begegnung zwischen den Leichtathletinnen dieser Länder wurde am 27. Juli in der italienischen Stadt Parma ausgetragen. Die Wertung in den Einzeldisziplinen richtete sich umgekehrt an der Platzierung aus, das heißt: Pl. 1: 4 P, Pl. 2: 3 P, …, Pl. 4: 1 P. In der einzigen Staffel gab es für Platz eins drei Punkte und für Platz zwei einen Punkt. Die deutschen Frauen entschieden die Begegnung wie im Vorjahr für sich, das Ergebnis lautete am Ende 53 zu 31 Punkte für Deutschland.

## Länderkampf der Männer gegen Italien
Am 2./3. August traten die deutschen Männer in Stuttgart gegen denselben Gegner an wie die Frauen eine Woche zuvor in Parma. Auch für die Männer war es die zweite Begegnung mit Italien. Gewertet wurde genauso wie im Länderkampf der Frauen Ende Juli. Deutschland gewann den Vergleich wie im Vorjahr, diesmal mit 104 zu 74 Punkten.

## Drei-Länderkampf der Männer Finnland vs. Deutschland vs. Schweden
Im dritten Aufeinandertreffen des Jahres 1940 kam es zu einer Drei-Länderbegegnung zwischen Finnland, Deutschland und Schweden. Der Vergleich wurde am 7./8. September in der finnischen Stadt Helsinki ausgetragen. Die Wertung in den Einzeldisziplinen richtete sich umgekehrt an der Platzierung aus, das heißt: Pl. 1: 6 P, Pl. 2: 5 P, …, Pl. 6: 1 P. In den beiden Staffel gab es für Platz eins sieben, für Platz zwei vier und für Platz drei zwei Punkte. Am Ende lag Schweden (147 Punkte) vor Deutschland (141 Punkte) und Finnland (134 Punkte). Deutschlands Abschneiden bedeutete eine weitere Niederlage gegen Schweden, aber auch einen ersten Sieg über Finnlands Leichtathleten, gegen die Deutschlands Sportler ihren ersten Vergleich verloren hatten.

## Länderkampf der Männer gegen Italien
Im vierten Länderkampf des Jahres begegneten sich Deutschlands und Italiens Männer zum zweiten Mal in dieser Saison und zum dritten Mal insgesamt. Ausgetragen wurde der Vergleich am 13./14. September in der italienischen Stadt Turin. Die Punktevergabe wurde genauso gehandhabt wie in den beiden Aufeinandertreffen der Frauen und Männer mit Italien in den ersten beiden Länderkämpfen des Jahres. Abweichend vom in den Einzeldisziplinen später üblichen Wertungssystem erhielt der Sieger nur vier statt fünf Punkte. Die Staffel wurde mit drei zu eins gewertet. Das Endresultat lautete 94,5 zu 83,5 Punkte für Deutschland.

## Länderkampf der Männer gegen Ungarn
Spät in der Saison am 5./6. Oktober kam es zum fünften und letzten Länderkampf des Jahres 1940. Der Gegner war Ungarn, ausgetragen wurde der Vergleich in der ungarischen Hauptstadt Budapest. Es war die zweite Begegnung der beiden Länder. Die erste lag schon fünfzehn Jahre zurück und hatte stattgefunden im Rahmen eines Fünf-Länderkampfs 1925 zwischen Österreich, Deutschland, Jugoslawien, der Tschechoslowakei und Ungarn. Deutschland hatte damals knapp vor Ungarn gewonnen. Die Wertung in den Einzeldisziplinen entsprach im Aufeinandertreffen 1940 dem Standard. In den Staffeln wurden vier zu eins Punkte vergeben. Deutschland lag am Ende mit 117 zu 80 Punkten vorn.

## Hinweis/Einzelnachweis
1. ↑  Chronik 1940, chroniknet.de, abgerufen am 12. Dezember 2024
2. ↑  siehe auch Wikipedia-Beitrag 1940